# Brachyolene capensis
Brachyolene capensis là một loài bọ cánh cứng trong họ Cerambycidae.